# Pedro Ruimonte
Pedro Rimonte bzw. Ruimonte (geb. April 1565 in Saragossa; gest. 30. November 1627 ebenda) war ein spanischer Komponist. Er war einer der Meister der polyphonen Musik Aragons.

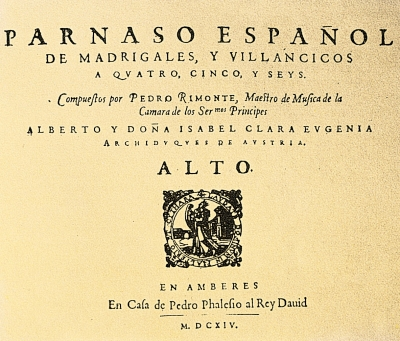
Parnaso español de Madrigales y Villancicos von Pedro Rimonte (Amberes 1614) – Stimmbuch mit der Alt-Stimme

## Leben
Pedro Rimonte wurde 1565 in Saragossa geboren. Er war später musikalischer Leiter am erzherzoglichen Hof in Brüssel. Er komponierte einige Messen (zu 4, 5 und 6 Stimmen) und geistliche Gesänge (Motetten) sowie verschiedene Madrigale und Villancicos.

## El Parnaso español de madrigales y villancicos
Er ist insbesondere für seinen El Parnaso español de madrigales y villancicos (1614) bekannt, den „Spanischen Parnaß“ von Madrigalen und Villancicos für vier, fünf und sechs Stimmen.
Sie wurden jüngst von dem spanischen Ensemble Musica Ficta unter Raúl Mallavibarrena eingespielt.
Auch die Doppel-CD Pedro Ruimonte en Bruselas des Ensembles La Grande Chapelle unter Albert Recasens enthält Werke daraus.

## Werke (Auswahl)
- Missae sex 4– 6v., Antwerpen. 1604
- Cantiones sacrae […] et Hieremiae Prophetae Lamentationes[7] 6 v., ebd. 1607[8]
- Parnaso español de madrigales y villancicos 4–6 v., Antwerpen. 1614
  - Luna Que Reluces[9]
  - El Que Partir Se Atreve
  - Has Visto
  - Madre, La Mi Madre
  - De La Piel De Sus Ovejas
  - Mal Guardara Ganado
  - Penando Sta'L Cor Mio
  - Quiero Dormir Y No Puedo
  - Caduco Tiempo
  - En Las Riberas
  - Mal Puede Estar
- Sancta Maria, succurre miseris (Motette à 8)

weitere
- De profundis a 7[10]